# Hambrücken
Hambrücken – miejscowość i gmina w Niemczech, w kraju związkowym Badenia-Wirtembergia, w rejencji Karlsruhe, w regionie Mittlerer Oberrhein, w powiecie Karlsruhe, wchodzi w skład wspólnoty administracyjnej Bruchsal. Leży ok. 20 km na północny wschód od Karlsruhe, przy linii kolejowej Stuttgart – Mannheim.

## Demografia
- 1850: 1165
- 1939: 2500
- 2000: 5084
- 2005: 5390